# John Fiedler
John Fiedler (* 3. Februar 1925 in Platteville, Wisconsin; † 25. Juni 2005 in Englewood, New Jersey) war ein US-amerikanischer Schauspieler. Zu seinen bekanntesten Rollen zählen die Stimme des Ferkels bei Winnie Puuh und der Geschworene Nr. 2 im Filmklassiker Die zwölf Geschworenen.

## Leben und Karriere
John Fiedler wurde in einer Kleinstadt in Wisconsin als ältestes von drei Kindern des Bierhändlers Donald Fiedler und dessen Ehefrau Margaret Phelan geboren. Er hatte irische und deutsche Vorfahren. Als er fünf Jahre alt war, zog die Familie von Platteville nach Shorewood, einer weiteren Kleinstadt in Wisconsin. Er schloss seine schulische Ausbildung an der Shorewood High School im Jahre 1943 ab und diente anschließend bei der United States Navy im Zweiten Weltkrieg. Nach seinem Kriegseinsatz begann er seine Showkarriere beim Radio und hatte eine Rolle in der populären Radio-Comedy The Aldrich Family. 1951 absolvierte der kleine Schauspieler mit der Halbglatze seinen ersten Fernsehauftritt. Seine erste Filmrolle ist seine vielleicht zugleich bekannteste: nämlich als freundlicher, aber sehr ängstlicher Geschworener Nr. 2 im Justizklassiker Die zwölf Geschworenen. In den folgenden Jahrzehnten sollte er in zahlreichen Filmen und Fernsehsendungen ähnlich schüchterne und hektische Charaktere spielen. Zu seinen bekannteren Rollen zählen der sanftmütige Kartenspieler Vinnie in der Komödie Ein seltsames Paar (1968) sowie Anwalt Daggett im Western Der Marshal (1969) neben John Wayne.
Vereinzelt spielte er auch Schurkenrollen, etwa in der Folge Wolf in the Fold von Raumschiff Enterprise als Administrator Hengist, der vom Geist von Jack the Ripper besessen ist. Eine weitere bedeutendere Fernsehrolle hatte er als feuriger Liebhaber von Beatrice Arthur in einer Folge von Golden Girls. Fiedlers Markenzeichen war seine für einen Mann außergewöhnlich hohe Stimme, die er vor allem in Winnie-Puuh-Filmen als Sprecher von Ferkel (im Original Piglet) – diese Rolle wurde bis zu seinem Tod nur von ihm gesprochen – einsetzte. Daneben hatte er auch Sprechrollen in anderen Zeichentrickfilmen von Walt Disney. Über viele Jahre war Fiedler auch als Theaterschauspieler tätig, so hatte er eine Rolle in der Erstaufführung von A Raisin in the Sun von 1959.
John Fiedler war nie verheiratet und hatte keine Kinder. Er verstarb 2005 mit 80 Jahren an Krebs. Seine Asche wurde auf Long Island verstreut. Bis zuletzt hatte er als Schauspieler gearbeitet. Insgesamt hatte er rund 190 Film- und Fernsehauftritte.

## Filmografie

### Schauspiel
- 1952: Tom Corbett, Space Cadet (Fernsehserie, zwei Folgen)
- 1957: Die zwölf Geschworenen (12 Angry Men)
- 1958: Eines Tages öffnet sich die Tür (Stage Struck)
- 1958: All the King’s Men (Fernsehfilm)
- 1961: Ein Fleck in der Sonne (A Raisin in the Sun)
- 1962: Ein Hauch von Nerz (That Touch of Mink)
- 1963: Mickey and the Contessa (Fernsehfilm)
- 1964: Henrys Liebesleben (The World of Henry Orient)
- 1964: Küss mich, Dummkopf (Kiss Me, Stupid)
- 1964: The Munsters (Fernsehserie, eine Folge)
- 1964–1973: Rauchende Colts (Fernsehserie, zwei Folgen)
- 1965: ...und knallten ihn nieder (Guns of Diablo) (Fernsehfilm)
- 1965: Kurven-Lilly (Girl Happy) (Film)
- 1966: Simson ist nicht zu schlagen (A Fine Madness)
- 1967: Das Teufelsweib von Texas (The Ballad of Josie)
- 1967: Die Lady und ihre Gauner (Fitzwilly)
- 1967: Raumschiff Enterprise (Star Trek) (Fernsehserie, eine Folge)
- 1968: Ein seltsames Paar (The Odd Couple)
- 1969: Der Marshal (True Grit)
- 1969: Ein Frechdachs im Maisbeet (Rascal) (Film)
- 1969: Hochwürden dreht sein größtes Ding (The Great Bank Robbery)
- 1970: Stellt Euch vor, es gibt Krieg und keiner geht hin (Suppose They Gave a War and Nobody Came?)
- 1971: Making It
- 1971: Cannon (Fernsehfilm)
- 1971: Hitched (Fernsehfilm)
- 1971: A Tattered Web (Fernsehfilm)
- 1971: Honky
- 1972: Columbo: Ein Denkmal für die Ewigkeit (Blueprint for Murder) (Fernsehreihe)
- 1972: Endstation Hölle (Skyjacked)
- 1972: Deathmaster
- 1972–1974: Männerwirtschaft (Fernsehserie, zwei Folgen)
- 1973: Shadow House (Kurzfilm)
- 1973: Mystery in Dracula’s Castle (Fernsehfilm)
- 1973: Double Indemnity (Fernsehfilm)
- 1973: Superdad – Papa ist der Größte (Superdad)
- 1974: The Whiz Kid and the Mystery at Riverton (Fernsehfilm)
- 1974: Bad Ronald (Fernsehfilm)
- 1974: Die Straßen von San Francisco (Fernsehserie, eine Folge)
- 1974–1975: Der Nachtjäger (Kolchak: The Night Stalker) (Fernsehserie, drei Folgen)
- 1975: Who Is the Black Dahlia? (Fernsehfilm)
- 1975: Mitgiftjäger (The Fortune)
- 1976: Die Frau des Jahres (Woman of the Year) (Fernsehfilm)
- 1976: Zotti, das Urviech (The Shaggy D.A.)
- 1978: Die Rache der blonden Hexe (Harper Valley P.T.A.)
- 1978: Human Feelings (Fernsehfilm)
- 1978: Fantasy Island (Fernsehserie, zwei Folgen)
- 1978–1979: Quincy (Fernsehserie, zwei Folgen)
- 1980: Midnight Madness
- 1981: Privatdetektiv Joe Dancer: Ein Auftrag für den Affen (Joe Dancer: The Monkey Mission) (Fernsehfilm)
- 1981: Auf dem Highway ist die Hölle los (The Cannonball Run)
- 1981: Sharky und seine Profis (Sharky’s Machine)
- 1982: Und Savannah lächelt (Savannah Smiles)
- 1982: Hart aber herzlich (Hart to Hart, Fernsehserie, Folge 4x02 Gifttorte)
- 1982: Hart aber herzlich (Hart to Hart, Fernsehserie, Folge 4x05 Schüsse in Goldtown)
- 1983–1984: Buffalo Bill (Fernsehserie, 26 Folgen)
- 1983: I Am the Cheese
- 1989: American Playhouse (Fernsehserie, eine Folge)
- 1989: Golden Girls (Fernsehserie, eine Folge)
- 1990: Ein Wochenende mit Kate (Weekend with Kate)

### Synchronisation

#### Ferkel (Piglet)
- 1968: Winnie Puuh und das Hundewetter (Winnie the Pooh and the Blustery Day)
- 1974: Winnie Puuh und Tigger dazu (Winnie the Pooh and Tigger too)
- 1977: Die vielen Abenteuer von Winnie Puuh (The Many Adventures of Winnie the Pooh)
- 1983: Winnie Puuh und I-Aahs Geburtstag (Winnie the Pooh and a Day for Eeyore) (Kurzfilm)
- 1988: Winnie the Pooh Friendship: Tigger-ific Tales (Video-Kurzfilm)
- 1988: Neue Abenteuer mit Winnie Puuh (The New Adventures of Winnie the Pooh) (Fernsehserie)
- 1991: Winnie Puuh und der Weihnachtsmann (Winnie the Pooh & Christmas Too) (Fernsehfilm)
- 1996: Boo to You Too! Winnie the Pooh (Fernsehfilm)
- 1997: Winnie Puuh auf großer Reise (Pooh’s Grand Adventure: The Search for Christopher Robin)
- 1999: Winnie the Pooh Friendship: Pooh Wishes (Video-Kurzfilm)
- 1999: Winnie the Pooh: A Valentine for You (Fernsehfilm)
- 1999: Winnie Puuh – Lustige Jahreszeiten im Hundertmorgenwald (Winnie the Pooh: Seasons of Giving)
- 2000: Tiggers großes Abenteuer (The Tigger Movie)
- 2001–2002: Mickys Clubhaus (House of Mouse) (Fernsehserie)
- 2001: The Book of Pooh (Fernsehserie)
- 2002: Verschwörung der Superschurken (Mickey’s House of Villains)
- 2003: Ferkels großes Abenteuer (Piglet’s Big Movie)
- 2004: Winnie the Pooh: Springtime with Roo (Video)
- 2005: Heffalump – Ein neuer Freund für Winnie Puuh (Pooh’s Heffalump Movie)
- 2005: Winnie Puuhs Gruselspaß mit Heffalump (Pooh’s Heffalump Halloween Movie)

#### Weitere Rollen
- 1973: Robin Hood
- 1977: Bernard und Bianca – Die Mäusepolizei (The Rescuers)
- 1981: Cap und Capper (The Fox and the Hound)
- 1997–1999: Pokémon (Poketto Monsutā) (Fernsehserie)
- 2000: Ein Königreich für ein Lama (The Emperor’s New Groove)